# 回到三國
《回到三國》（英語：Three Kingdoms RPG）是香港電視廣播有限公司拍攝製作的科幻古裝和時裝電視劇，2012年TVB Amazing Summer劇集之一，全劇共25集，由林峯、馬國明及楊怡領銜主演，監製為劉家豪。

## 演員表

### 三國時代

#### 蜀漢

##### 劉備軍
| 演員   | 角色       | 暱稱／關係／性格 |
| 李國麟 | 劉備       | 劉皇叔、主公 字玄德 左將軍 關羽、張飛結拜之長兄 甘夫人、糜夫人之夫 劉禪之父 糜竺之妹夫 儒雅具親和力，說服力強，甚具領導才能；重情重義，眼光獨到，觀人於微；具悲天憫人之心，愛護百姓 |
| 歐瑞偉 | 關羽       | 字雲長 偏將軍 劉備結拜之二弟 張飛結拜之二兄 勇敢耿直，義薄雲天，重情重義；武藝高強，嫉惡如仇；念舊情，善待手足，對劉備一心報效，對朋友忠肝義膽，有恩必報 |
| 曾偉權 | 張飛       | 字翼德 車騎將軍 劉備、關羽結拜之三弟 性情剛烈，勇武過人，嫉惡如仇；粗中有細，重情重義，不拘小節，對劉備忠心耿耿；但心直口快，衝動礙事 |
| 林 峯  | 諸葛亮     | 字孔明，號臥龍先生 黃月英之夫 劉備之軍師 司馬信之好友，曾與其三次反目 崔浩、石韜、魯肅之好友 智慧超群，雄才大略，心思慎密。謙謙君子，對任何人均以禮相待。擇友要才德兼備，擇主亦同樣以仁德為首。認為娶妻求淑女，並不在乎外在美，認定對方是終身伴侶便會矢志不渝 |
| 李成昌 | 韓 良      | 劉備之軍師 奸詐小人，口蜜腹劍，會千方百計施謀略陷害自己的敵人。 妒忌諸葛亮，於第11集陷害他但失敗 於第11集被判處終身監禁 於第13集逃獄並投靠曹操 於第25集被曹操拿來當擋箭牌亂箭射死 參見曹操軍 |
| 馬國明 | 司馬信     | 恩公（范根專稱）、雲信大哥、雲信兄弟、司馬謀士 字雲信 司馬彪、方玉萍之長子 司馬明、司馬娟之兄 劉備之謀士 諸葛亮之好友，曾與其三次反目 范根之好友 桑柔之男友 於第1集由21世紀回到三國 於第25集帶同桑柔回現代，但桑柔沒辦法進入時空隧道 其死後(2042年)，桑柔穿越到現代 典型MK仔，做人無目標、無方向、無承擔；做事得過且過，經常半途而廢。雖有小聰明，但其實為人膚淺又無深度，對人對事經常信口開河。愛情方面，抱著時下年青人不認真的心態。不過認識桑柔後漸漸變得有責任心，並且對桑柔從一而終，即使最後穿越返回現代亦無法放下桑柔 參見曹操軍、司馬家 |
| 胡諾言 | 劉琦       | 劉表之子 劉備之侄 江夏太守 儒雅君子，本性善良，謙恭孝順，有恩必報；惜優柔寡斷，非做大事之才，常被蔡夫人及劉琮欺壓。 參見劉表軍 |
| 張松枝 | 趙雲       | 字子龍 劉備之將領 智勇雙全，勇而有德；品德高潔，心胸廣闊，忠心耿耿。 於第14集奮不顧身從曹軍手上救回少主阿斗 於第25集率領劉備軍參加赤壁之戰 |
| 李忠希 | 崔浩       | 字州平 劉備之謀士 諸葛亮之好友 飽覽群書，博學多才，為人較內歛，主要提供資料的「人肉搜尋器」。 |
| 陳少邦 | 石韜       | 字廣元 劉備之謀士 諸葛亮之好友 比較多言，說話直接，點子多多。 於第14集往江夏時為不想連累劉備而隱居 |
| 鄭家生 | 孫坤       | 劉備之將領 於第2集開頭即救了剛回到三國時代的司馬雲信，並由於司馬雲信當時穿著的戲服而把他當成冀州士兵 |
| 張頴康 | 范根       | 阿根、根 蜀漢軍旗下士兵、臥龍村村民 於第6集升為兵長 司馬信之好友 典型的「四肢發達，頭腦簡單」 敦厚老實人，忠心耿耿，有正義感，做事有幹勁，有恩必報。 |
| 楊證樺 | 馬裘       | 韓良之手下 於第11集被判處終身監禁 於第13集與韓良一同逃獄時其以他擋箭而被劉備軍亂箭射死 |
| 莫偉文 | 王長史     | |
| 李霖恩 | 軍謀校尉   | （第8集） |
| 林遠迎 | 馬副將     | （第14集） |
| 張漢斌 | 伍副將     | （第14集） |
| 梁嘉琪 | 黃月英     | 病君（司馬信專稱） 諸葛亮之妻 博學多才，聰明睿智，精通外文；但因相貌平庸，身體虛弱，令到自卑心極重。性格內斂，賢良淑德，思想傳統，認為女人應該相夫教子。與諸葛亮成親後，自知外表平凡，心感配不上諸葛亮，卻不敢宣之於口，只將一切放在心裡。 |
| 簡慕華 | 甘夫人     | 劉備之正室 劉禪之母 平民出身，傳統女性，嫻淑端莊，賢良淑德，持家有道，體貼溫柔，處處為劉備設想，惟與糜夫人時有爭風呷醋。 |
| 羅泳嫻 | 糜夫人     | 劉備之妾 糜竺之妹、糜玉之姑姐 美艷如花，大家閏秀，知書識禮；性情貞烈，刁蠻小姐脾氣，與甘夫人時有爭風呷醋。 於第14集身亡 |
| 高俊文 | 糜 竺      | 字子仲 從事中郎、內政官 糜夫人之兄 糜玉之父 劉備之大舅兼元老級大臣 |
| 孫慧雪 | 謙夫人     | 楊子謙之妻 (第8集) |
| 何傲兒 | 糜 玉      | 糜竺之女 劉備及糜夫人之外甥女 原本計畫立給諸葛亮為妾，其後給諸葛亮拒絕 |
| 麥皓兒 | 小 蘭      | 糜玉婢女 |
| 區靄玲 | 蔡 氏      | 黃承彥之妻 黃月英之母 諸葛亮的岳母 稱讚司馬雲信趕及吉時把禮品送到，但首先送來的只是禮品盒，真正的禮品則在往後才到達，此乃港男十八式的「裝假狗」 |
| 陳建文 | 曹魏內奸   | 劉備軍士兵 司馬信於現代時曾經看過《讀心神探》而發現其就是内奸，其後辯護自己家人被曹操捉走而被逼出賣軍情（第3、4集） |
| 劉天龍 | 劉備軍副將 | |
| 陸駿光 | 劉備軍副將 | |
| 高鈞賢 | 楊子謙     | 客曹尚書之子 曾與桑柔訂婚（第6集） |

##### 劉表軍
| 演員                         | 角色     | 暱稱／關係 |
| 劉 江                        | 劉 表    | 荊州牧 字景升 蔡夫人之夫 劉琦、劉琮之父 慈祥仁厚，愛護手足，但心腸軟，易於受人唆擺，晚年因病榻在床，無能為力，逐將職務交予蔡夫人。 於第12集病逝                                                   |
| 韓馬利                       | 蔡夫人   | 死八婆 劉表之二夫人 劉琮之母 劉琦之繼母 蔡瑁之姊 打壓劉備、劉琦 為人記仇，心腸惡毒，為求達到目的不擇手段，戀棧權力，千方百計要令其子劉琮繼位，為此不惜挑撥離間，興風作浪。 於第15集被曹操用計殺害 |
| 何啟南                       | 蔡 瑁    | 字德珪 蔡夫人之弟 荊州被曹軍攻下後加入曹軍 參見曹操軍 |
| 胡諾言                       | 劉 琦    | 劉表之長子 蔡夫人之繼子，被其打壓 劉琮同父異母之兄 聽從諸葛亮建議出任江夏太守（第7集） 於第12集繼任荊州牧 參見劉備軍                                                                              |
| 蔡淇俊                       | 劉 琮    | 裙腳仔（司馬信專用） 劉表之次子 母親是蔡夫人 劉琦同父異母之弟 一事無成，衝動暴燥，狐假虎威，貪生怕死，見風轉舵，倚仗父蔭的二世祖，凡事只懂跟從母親。 於第15集被曹操用計殺害                       |
| 張達倫                       | 王 威    | 劉琮之手下 於第15集在護送劉琮及蔡夫人往許昌途中被曹操手下殺死 |
| 趙樂賢                       | 徐 嵩    | 王威之手下 |
| 鄺佐輝                       | 陸長史   | 荊州特派史 |
| 江 漢 (於本劇沒有用原聲出演) | 彭 德    | 劉表麾下兩名德高望重的老將軍（第12集） 協助劉備查驗蔡夫人手中劉表遺囑真偽的公證人 |
| 李海生                       | 岑 恭    | 劉表麾下兩名德高望重的老將軍（第12集） 協助劉備查驗蔡夫人手中劉表遺囑真偽的公證人 |
| 李興華                       | 劉琦家丁 | （第8集） |
| 李鴻杰                       | 劉 先    | 字始宗 劉表屬下別駕（第12集） |
| 華忠男                       | 文 聘    | 字仲業 劉表屬下將領（第12集） 於第14集對抗曹操軍而戰死 |
| 魏惠文                       | 呂 介    | 又名呂公 劉表屬下將領（第12集） 於第14集對抗曹操軍而戰死 |
| 鍾志光                       | 江夏大臣 | 劉琦下屬（第15集） |

##### 家僕
| 演員   | 角色     | 暱稱／關係／性格 |
| 楊 怡  | 桑 柔    | 劉備家之養女兼侍婢 暗戀司馬信，後為其女友 本該應為司馬信與其一同穿越，但藍洞把司馬信吸入後關上 於第25集經另一藍洞穿越時空，但另一藍洞出口要30年，所以到2042年才重遇剛去世的司馬信 冰雪聰明，待人以誠；處事靈活，深得劉家上下愛護。相信婚姻大事一定要經過父母之命、媒妁之言，後聽過關於「自由戀愛」的言論後改變初衷。雖然如此，仍然堅持從一而終，專心一意 |
| 鍾 煌  | 雛 菊    | 劉備家侍婢 |
| 曾琬莎 | 楊 柳    | 劉備家侍婢 |
| 蕭凱欣 | 春 桃    | 劉備家侍婢 |
| 羅欣羚 | 夏 月    | 劉備家侍婢 |
| 梁麗瑩 | 秋 嬋    | 劉備家侍婢 |
| 張韋怡 | 冬 霜    | 劉備家侍婢 |
| 黃得生 | 阿 富    | 劉備家丁 |
| 羅鈞滿 | 阿 貴    | 劉備家丁 |
| 楊潮凱 | 阿 榮    | 劉備家丁 |
| 鄭家俊 | 阿 華    | 劉備家丁 |
| 曾健明 | 徐醫工長 | 劉備家專用之醫工（第6、14-15、21集） |
| 王淑玲 | 小 虹    | 劉備家侍婢（第20-22集） |
| 李綺雯 | 巧 蓮    | 黃月英之貼身侍婢 |

#### 曹魏
| 演員   | 角色     | 暱稱／關係／性格 |
| 羅樂林 | 曹操     | 丞相 字孟德 挾天子以令諸侯 患有頭風 虛偽狡猾，老謀深算；處事果斷，但狼子野心；胸襟狹窄，信奉「寧教我負天下人，莫教天下人負我」，為達目的不擇手段，濫殺無辜。 於第25集在赤壁之戰中大敗                                                                      |
| 李天翔 | 司馬懿   | 字仲達 曹操軍之文學椽（第24集出場，第23集提及） 笑面虎，少有奇節，博學洽聞，足智多謀，懂得審時度勢，能看穿大局，小心謹慎；表面和善，城府甚深，能屈能伸，為求目的不擇手段，忍耐力甚強。 拆穿司馬信並非冀州人 司馬信曾對諸葛亮講的預言「三國盡歸司馬懿」     |
| 蔣志光 | 荀彧     | 字文若 曹操之首席謀臣 蔡瑁之友 忠心護主，謙虛忠厚，有敏銳的戰略眼光，善進良策，洞察形勢，有識人之才。 於第24集和25集皆出手救了原本身陷險境的司馬信和桑柔 司馬雲信提出其屯駐荊州做後援而無需上赤壁前線，為了報救命之恩而不想他去送死                        |
| 馬國明 | 司馬信   | 字雲信 穿越男 自稱冀州香港人 於第23集被韓良以桑柔性命要脅令其被迫加入曹軍，在同集他成為曹操軍使者會見諸葛亮，提出休戰一年和三國盡歸司馬懿的預言 於第24集被司馬懿拆穿並非冀州人 於第24集代替龐統向曹操獻上把戰船用鐵鏈互相扣上的連環船計 參見劉備軍、司馬家 |
| 李成昌 | 韓良     | 原為劉備的軍師 後為曹操之謀臣 於第13集投靠曹操、獻離間計 出賣劉備軍情報和機密給曹操 於第23集以桑柔性命要脅司馬信令其被迫加入曹軍 於第25集被曹操用作擋箭牌而中箭身亡 參見劉備軍                                                                             |
| 羅莽   | 夏侯惇   | 字元讓 曹操之將領 因中諸葛亮計而敗走博望坡 曹操最信任的大將 左目失明，為人剛烈，勇猛無比，忠心護主，惜有勇無謀，自大自綁，固執堅持。 |
| 黃文標 | 張遼     | 字文遠 曹操之將領 於第20集中了諸葛亮草船借箭之計而白白送了十萬支箭 |
| 趙永洪 | 徐庶     | 字元直 原為劉備的軍師 後為曹操之軍師（其家人被曹軍虜獲），但他卻發誓不會為曹操出計謀 於第14集出場成為曹操的使者，但他卻勸劉備逃往江夏 |
| 何俊軒 | 蔣幹     | 字子翼 曹操之說客 周瑜之同窗 被周瑜利用作為反間計除去蔡瑁和張允 |
| 陳榮峻 | 程昱     | 字仲德 曹操之謀士 足智多謀，老謀深算，善於審視分析形勢；小心謹慎，知人甚深，往往利用他人缺點取得勝利；但性情急燥，容易與人結怨。 |
| 何啟南 | 蔡瑁     | 字德珪 荊州牧劉表的小舅 荀彧之友 支持劉琮繼位（第12集） 在荊州被曹軍攻下後加入曹軍 原本只是運糧小官但因曾統領荊州水軍多年，在荀彧的推薦下成為曹軍水軍都督 周瑜之勁敵 於第19集因周瑜使用反間計而與張允一起被曹操斬首                                        |
| 王維德 | 張允     | 荊州牧劉表之甥 支持劉琮繼位（第12集） 於第19集因周瑜使用反間計而與蔡瑁一起被曹操斬首 |
| 李嘉   | 馬副將   | 於第23集擄走正在前往益州的司馬信往曹操軍 |
| 霍健邦 | 曹操副將 | （第13、20、23-25集） 於第23集擄走正在前往益州的司馬信往曹操軍 |
| 葉家泓 | 曹操軍兵 | （第13、17、20、23、25集） |
| 潘曉彤 | 曹操婢女 | 於第23集無意中發現司馬信的手機，從而令司馬信知道仍有機會返回現代 |

#### 东吴
| 演員   | 角色     | 暱稱／關係／性格 |
| 敖嘉年 | 孫 權    | 吳侯 字仲謀 東吳君主（第16集始出現） 孫堅、吳國太之次子 有勇有謀，自負；但由於自認不及亡兄孫策，故沉迷玩樂，及後諸葛亮和司馬信用遊戲令他明白結盟抗曹之重要 於第18集與劉備結盟 於第21集酒醉後怒殺了老將鄧松 於赤壁之戰（第25集）大勝曹軍 |
| 馮素波 | 吳國太   | 孫權之母（第16集始出現） 周瑜之誼母 賞識劉備的仁德和諸葛亮的智謀，因此無意間和周瑜對著幹 |
| 陳展鵬 | 周 瑜    | 字公瑾 大都督，統領水軍（第16集始出現） 吳國太之誼子 孫策之義弟及重臣 孫權之義兄兼謀士 小喬之夫 孫策臨終時交帶孫權「外事不決問周瑜」 文采超群，忠心護主，奮勇上陣，指揮若定，運籌帷幄。表面海量汪涵，風度過人，但其實自視過高，氣量狹隘，特別妒忌諸葛亮的才能，故流傳： 「既生瑜，何生亮」 於第20集用造箭去刁難諸葛亮 於第21集故意散播諸葛亮在銅鼓山的消息，想借曹軍除去他 為孫權埋葬鄧松，被司馬信發現 於第22集派兵追殺司馬信 於第23集向孫權提議重新部署赤壁之戰的事以防止劉備、諸葛亮參與決策 |
| 陳敏之 | 小 喬    | 周瑜之妻 於第17集始出現 |
| 林敬剛 | 鄧 熙    | 鄧松之長子 因父親宴會後沒有歸家而向孫權等人詢問 |
| 何偉業 | 張 奎    | 孫權、周瑜之謀士（第16集始出現） 於第21集與周瑜埋葬鄧松屍首 |
| 余子明 | 張昭     | 字子布 孫權之大臣（第16集始出現） 孫策臨終時交帶孫權「內事不明問張昭」 |
| 鄧永健 | 魯肅     | 字子敬 孫權之謀士（第16集始出現） 諸葛亮之好友 慷慨豁達，從無詭計，誠懇老實，盡忠職守，胸懷韜略，洞悉局勢，對天下大勢分析準確，具有非凡戰略眼光。 支持結盟抗曹 |
| 楊英偉 | 黃蓋     | 字公覆 孫權之將領（第23-25集） 於第23集在諸葛亮面前上演苦肉計 於第25集假意向曹操投誠再用火計燃燒曹軍船隻 |
| 章志文 | 龐統     | 字士元 外號鳯雛先生 諸葛亮的同窗（第23-24集） 原為呂蒙之謀士 原本向曹操獻上連環船計 於第24集被韓良識破他假意投誠而將他毒打一輪後收監 |
| 鄧英敏 | 顧雍     | 字元歎 孫權之謀士（第16集始出現） |
| 湯俊明 | 客曹書佐 | （第16集） |
| 傅劍虹 | 孫權隨從 | （第16、18集） |
| 何慶輝 | 孫權家丁 | （第16、18-20集） |
| 方紹聰 | 孫權家丁 | （第16、19集） |
| 許明志 | 孫權家丁 | （第16、20集） |
| 李君妍 | 孫權婢女 | （第16、19集） |
| 梁珈穎 | 孫權婢女 | （第16、18-21集） |
| 林影紅 | 周瑜婢女 | （第16、18-20、22集） 於第22集被司馬雲信用金錢收買去拿取周瑜衣物不遂而被周瑜發現 |
| 譚炳文 | 鄧松     | 東吳老將軍（第21集） 歷陽太守 於第21集酒醉亂說話，惹孫權不快，被酒醉的孫權殺死 |
| 郭卓樺 | 袁副將   | 奉周瑜命令要追殺司馬雲信（第22、24-25集） |
| 陳志健 | 鄧松副將 | （第22、24-25集） |
| 彭比得 | 孫權副將 | （第25集） |
| 何君誠 | 孫權副將 | （第25集） |
| 趙敏通 | 孫權軍兵 | （第16、20、22、25集） |
| 呂 熙  | 孫權軍兵 | （第16、20、22、25集） |
| 謝卓言 | 孫權軍兵 | （第18集） |

#### 其他古代演員
| 演員                    | 角色                                       | 暱稱／關係 |
| 陳狄克                  | 臥龍村村長                                 | |
| 杜 港                   | 臥龍村村民                                 | （第2-3集） |
| 吳香倫                  | 媒 人                                      | （第2-3集） |
| 李偉健                  | 臥龍村村民 土 著                           | （第2-3集） （第20集）                                                                                                   |
| 許碧姬                  | 婆 婆                                      | 諸葛亮婚宴的宴客 臥龍村村民（第3、10集）                                                                                 |
| 潘宗揚                  | 何 智                                      | |
| 陳偉洪                  | 江 強                                      | 哨探兵 |
| 楊智朗                  | 廖 勇                                      | 哨探兵 |
| 馬貫東                  | 梁 武                                      | 哨探兵 |
| 江富強                  | 趙 遜                                      | 於6第集被曹操命人處斬 |
| 邵卓堯                  | 傅 俊                                      | 於6第集被曹操命人處斬 |
| 黃煒溏 （配音：潘文柏） | 刑 宣                                      | 曾為曹操軍將領（第5-7集） 於博望坡之戰被劉備軍俘虜 於第7集他的生殺問題令關張二人反目，後來被諸葛亮和司馬雲信以假短劍擺平 |
| 裘卓能                  | 降 兵                                      | （第7集） |
| 關浩揚                  | 降 兵                                      | （第7集） |
| 鄭世豪                  | 守兵頭                                     | |
| 楊鴻俊                  | 隨 從                                      | |
| 劉秉賓                  | 隨 從                                      | |
| 王致迪                  | 獄 卒 花燈會情侶 石盤村村民 孫權軍兵 村 民 | （第7、13集） （第9集） （第10集） （第18集） （第20集）                                                                 |
| 吳雲甫                  | 囚 犯 花燈會情侶                           | （第7、13集） （第9集）                                                                                                  |
| 羅天宇                  | 囚 犯 禽流感病人 孫權軍兵                  | （第7、13集） （第15集） （第19集）                                                                                      |
| 李善恆                  | 囚 犯 孫權軍兵                             | （第7、13集） （第18集）                                                                                                 |
| 沈震軒                  | 便衣侍衛 曹操軍兵                          | （第8、15集） （第14集）                                                                                                 |
| 沈卓盈                  | 皇甫漪妮                                   | 六藝會館歌女 司馬信之喜歡對象（第9集）                                                                                   |
| 石天欣                  | 美 女                                      | 六藝會館顧客（第9集） |
| 丁樂鍶                  | 美 女                                      | 六藝會館顧客（第9集） |
| 魏焌皓                  | 琴 師                                      | 六藝會館（第9、20集） |
| 鍾鈺精                  | 花燈會情侶 跳舞者                          | （第9集） （第10集） |
| 林婉霞                  | 花燈會情侶 石盤村村民                      | （第9集） （第10集） |
| 羅照中                  | 石盤村村民                                 | （第10集） |
| 尹詩沛                  | 跳舞者                                     | （第10集） |
| 柯 嵐                   | 獄 卒 孫權軍兵                             | （第10集） （第18集） |
| 王德基                  | 石盤村村民 新野村百姓                      | （第10集） （第15、20集）                                                                                                |
| 沈愛琳                  | 雜耍女 新野村百姓                          | （第10集） （第15、20集）                                                                                                |
| 侯建民                  | 刺 客                                      | （第11集） |
| 司徒暉                  | 囚 犯 曹操軍兵 劉備軍兵                    | （第13集） （第14集） （第20集）                                                                                         |
| 黎桐康                  | 囚 犯                                      | （第13集） |
| 陳楚輝                  | 囚 犯                                      | （第13集） |
| 顏桂洲                  | 曹操軍兵                                   | （第14集） |
| 黃耀煌                  | 曹操軍兵 孫權軍兵                          | （第14、23、25集） （第19集）                                                                                            |
| 鄭詠謙                  | 曹操軍兵 孫權軍兵                          | （第14、23、25集） （第18-19集）                                                                                         |
| 王東泰                  | 曹操軍兵 魯肅隨從 孫權軍兵                 | （第14集） （第16集） （第22、25集）                                                                                     |
| 張國洪                  | 新野村百姓                                 | （第15、20集） |
| 鄭子揚                  | 禽流感病人                                 | （第15集） |
| 李 豪                   | 禽流感病人                                 | （第15集） |
| 陳亭嘉                  | 村 民                                      | （第20集） |
| 鄭俊弘                  | 土著首領                                   | （第20集） |
| 張景淳                  | 鴿舍郎                                     | （第20集） |
| 王俊棠                  | 公孫武                                     | 西蜀之主劉璋（劉季玉）的將領（第20集） 幫助司馬雲信和關羽、張飛二人在西蜀買益州箭，但可惜不合水戰之用                    |
| 蔡康年                  | 華 陀                                      | 字元化 被後世稱為「神醫」的醫師（第21集） 用針灸醫治黃月英                                                               |
| 李麗麗                  | 白蓮仙館主持                               | （第22集） |
| 蔣家旻                  | 雪 雁                                      | |
| 李岡龍                  | 成大叔                                     | |

### 現代（第1、25集）

#### 司馬家
| 演員   | 角色   | 暱稱／關係 |
| 夏 雨  | 司馬彪 | 「大司馬茶餐廳」之老闆 方玉萍之夫 司馬信、司馬明、司馬娟之父 與司馬信不合，後和好 Macy之家翁（第25集） |
| 方伊琪 | 方玉萍 | 司馬彪之妻 Macy之家婆（第25集） 司馬信、司馬明、司馬娟之母 口頭禪：「生性啦！仔」 |
| 馬國明 | 司馬信 | Vincent、宇宙win神 臨時演員（第1集）、上市公司「全心意快餐店」主席（第25集） 「大司馬茶餐廳」少東 司馬彪、方玉萍之長子 司馬明、司馬娟之兄 Macy之大伯子（第25集） 與其父不合，於第25集和好 於第1集從現代（2011年1月）穿越時空回到東漢末年的三國時代（建安十二年/207年1月），歷時兩年，之後只能與司馬娟通訊 於第25集從三國時代（建安十三年/208年12月）返回現代（2012年12月） 後把「大司馬茶餐廳」變成上市公司「全心意快餐店」（第25集2027年） 於2042年當超級颱風鯨魚吹襲重遇時光隧道時心臟病發而死，死後桑柔剛到現代世界 參見劉備軍、曹操軍 |
| 吳業坤 | 司馬明 | 大學生 司馬彪、方玉萍之二子 司馬信之弟 司馬娟之二哥 上市公司「全心意快餐店」副主席（第25集之2027年） Macy之夫（第25集） |
| 陳美詩 | Macy   | 司馬明之妻（第25集之2027年） 司馬彪、方玉萍之儿媳婦 司馬信之弟婦 司馬娟之二嫂 |
| 樂 瞳  | 司馬娟 | 中學生 司馬彪、方玉萍之幼女 司馬信、司馬明之妹 Macy之小姑子（第25集） 喜好研究超自然现象 司馬信回到三國時代後唯一能與他聯絡的代人 後來成為美國華裔科學家，於2042年發現火星有生命跡象 |

#### 其他現代演員
| 演員       | 角色                  | 暱稱／關係 |
| 李啟傑     | 火 咀                 | 汽車維修員 司馬信之好友 Fanny之男友，後分手 於第1集出賣及誣蔑司馬信 於第25集跟司馬信道歉且與其和好 |
| 彭美嫦     | 火咀之母              | （第1集） |
| 羅天池     | 費 查                 | 廢柴 電視台助導 司馬信之好友 於第1集出賣及誣蔑司馬信 於第25集跟司馬信道歉且與其和好 |
| 黃志榮     | 費查之父              | （第1集） |
| Joe Junior | 曹大威                | 教授（第25集之2012年） 曹小威之父 研究時空旅行 司馬娟經常請教，再把結果用手機短訊通知在三國時代的司馬信 告知司馬信現代人若返回古代可能引致蝴蝶效應而改變歷史 因計算出錯而令司馬信於第10集錯過了一次回去機會，幸好於第23集發現另一次機會，最終讓司馬信返回現代 多謝司馬信證明了他研究的時空旅行理論是正確 |
| 楊 明      | 曹小威                | 曹大威之子（第25集之2042年） 司馬信之世侄 電影界的花花公子 |
| 岑潔儀     | Fanny                 | 火咀之女友，後分手 「天煞魔星」女友（第1集） |
| 胡烱龍     | Fanny新男友           | 於「強霸三國」比賽中化名為「天煞魔星」（第1集） |
| 李 豪      | 機 友                 | 司馬信之支持者（第1集） |
| 鄭詠謙     | 機 友                 | 司馬信之支持者（第1集） |
| 朱敏瀚     | 機 友                 | 司馬信之支持者（第1集） |
| 吳綺珊     | 美 女                 | （第1集） |
| 劉 俐      | 美 女                 | （第1集） |
| 易智遠     | 肥 仔                 | （第1集） |
| 陳勉良     | 平 叔                 | 「大司馬茶餐廳」老伙計（第1、25集） |
| 高海寧     | Christy               | G級女神 「強霸三國」比賽代言人 司馬信之女神（第1集） |
| 蘇晉霆     | 大會司儀              | 主持「強霸三國」比賽（第1集） |
| 頌 誼      | Game Show Girl        | （第1集） |
| 陳珈穎     | Game Show Girl        | （第1集） |
| 尹詩沛     | Game Show Girl        | （第1集） |
| 黃子恆     | 周志賢                | 周主席之子 因車上藏有搖頭丸被捕（第1集） |
| 曾 敏      | 女明星                | 與周志賢約會（第1集） |
| 賀文傑     | CID                   | （第1集） |
| 葉 暐      | CID                   | （第1集） |
| 陳佩思     | CID                   | （第1集） |
| 曾守明     | Tony                  | 律師 張大狀之徒弟（第1集） |
| 招石文     | 賢父                  | 周主席 周志賢之父（第1集） |
| 洋         | 張大狀                | Philip張 大律師 Tony之師父（第1集） |
| 麥嘉倫     | 電視台導演            | （第1集） |
| 陳 堃      | 電視台副導演          | （第1集） |
| 趙敏通     | 電視台編劇            | （第1集） |
| 游 飈      | 武 哥                 | 電視台製片員（第1集） |
| 羅照中     | 臨時演員              | （第1集） |
| 蔡曜力     | 臨時演員              | （第1集） |
| 潘冠霖     | 新聞報導員 天氣報導員 | （第1集） （第25集） |
| 游莨維     | 新聞報導員            | 報道「九天玄女」傳聞（第25集之2027年） |
| 譚真一     | 快餐店顧客            | 司馬信經營的「全心意快餐店」之顧客（第25集之2027年） |
| 陳亭嘉     | 快餐店職員            | 司馬信經營的「全心意快餐店」之職員（第25集之2027年） |
| 李漫芬     | 記 者                 | 訪問司馬信（第25集之2027年） |
| 郭田葰     | 記 者                 | 訪問司馬信（第25集之2027年） |
| 陳思齊     | 假九天玄女            | 神棍騙財的同黨，但一度被司馬信誤以為是桑柔（第25集之2027年） |

## 記事

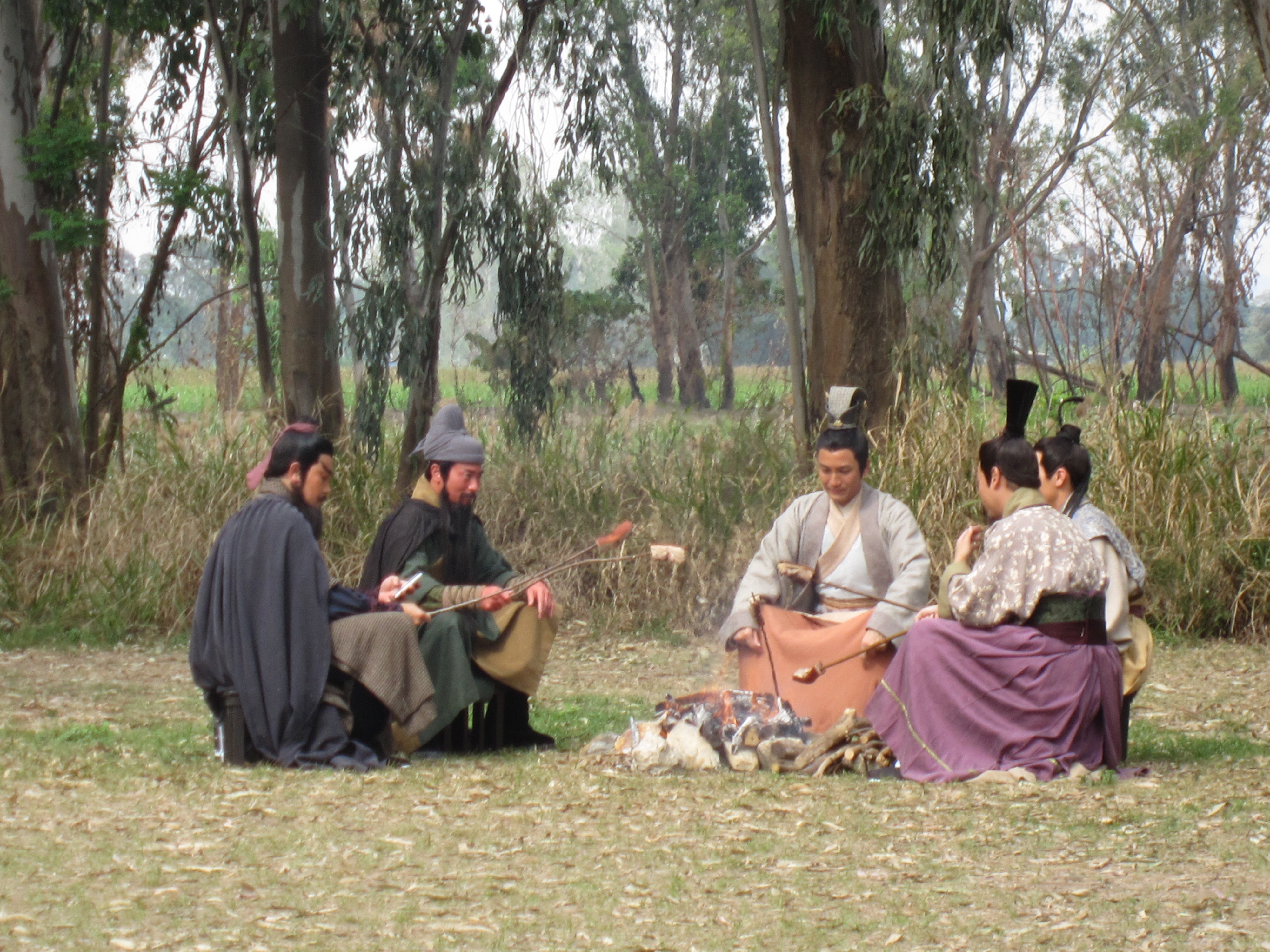
演員馬國明、歐瑞偉、曾偉權等於2011年3月29日在南生圍拍攝該劇的情況。

- 2011年3月16日：此劇於12:30在將軍澳電視廣播城一廠Common Room舉行造型記者會[1]。
- 2011年3月29日：演員馬國明、歐瑞偉、曾偉權等在南生圍拍攝外景。
- 2011年4月13日：此劇於16:00在電視廣播城十三廠舉行開鏡拜神儀式[2]。
- 2012年7月5日：此劇於13:00在鑽石山荷里活廣場一樓明星廣場舉行「超時空對賽」宣傳活動[3]。
- 2012年7月13日：此劇於14:00在將軍澳新都城二期天幕廣場舉行「情陷三國」宣傳活動[4]。
- 2016年10月21日：因颱風海馬襲港，當天中午原定之重播（第14集）改為播映電影；同日深夜重播亦予以取消。
- 2016年11月7日：正午重播第24集第二節中途遭插播全國人大常委會解釋香港基本法之《特別新聞報道》，之後節目被腰斬，並於翌日（11月8日）再完整重播該集；而原本隔天凌晨03:35之重播，則改為放映《我們的天空》第10集。

## 收視
以下為本劇於香港無綫電視翡翠台、高清翡翠台之收視紀錄：
| 週次 | 集數   | 日期                   | 平均收視 | 最高收視 | 百分比 |
| 1    | 01－05 | 2012年7月9日－7月13日  | 30點     | 35點     |        |
| 2    | 06－10 | 2012年7月16日－7月20日 | 31點     | 35點     |        |
| 3    | 11－14 | 2012年7月23日－7月26日 | 34點     | 45點*    |        |
| 4    | 15－19 | 2012年7月30日－8月3日  | 27點     | 35點     |        |
| 5    | 20－25 | 2012年8月6日－8月10日  | 29點     | 36點     |        |

- 7月23日播映第11集時受颱風影響，平均收視高達42點，最高收視45點。
- 全劇平均收視30點

## 獎項

### 星和無綫電視大獎2013
| 獎項                    | 獲奬單位             |
| ----------------------- | -------------------- |
| 「我最愛TVB電視男角色」 | 司馬信（馬國明飾演） |

## 廣管局接獲27宗投訴
廣管局接獲27宗投訴：指稱及不滿無綫電視2010年12份宣布一齣其製作的劇集《回到三國》更換演員，跟先前在2010年11月份的《TVB快樂力量2011》節目中巡禮片介紹的原來陣容不同。在2011年3月份回到三國試造型時，再獲投訴指稱及不滿無綫電視的選角安排和更換演員，以及無綫電視隱瞞有關大量觀眾抗議選角安排的聲音，莫視民意選角。

## 軼事及易角事件
- 此劇為江漢的遺作。
- 此劇「司馬信」一角原定由吳卓羲飾演，因要拍攝《法證先鋒III》而辭演，後改由馬國明飾演。而諸葛亮及「桑柔」則分別原定由馬浚偉及陳法拉飾演，後改由林峯及楊怡飾演；「孫權」原定由陳山聰飾演，拍攝將近一個月後，前者以家事為由，決定辭演，坊間傳言因其連續缺席電視劇《洪武三十二》的宣傳活動及多次請假外出，遲遲未為新劇《回到三國》拍攝，而惹起無綫不滿，無綫高層開會後決定易角，最終改由敖嘉年飾演[5]。

## 迴響

### 觀眾意見
本劇屬於穿越時空的劇集。觀眾對本劇的態度呈兩極化，部分觀眾認為劇情歷史錯亂，而部分觀眾則認為劇情是改編的，本來就不可能和歷史一樣。另本劇與《護花危情》一樣起用不少新人和綠葉；分別飾演劉備、關羽、張飛、趙雲的李國麟、歐瑞偉、曾偉權、張松枝，以及李成昌、蔣志光飾演的韓良及荀彧也很出色。另外，張頴康也憑對朋友有情有義的范根一角人氣急升。

### 結局

#### 司馬信之生死
本劇最後一集，講述司馬信（馬國明飾）最後能如願回到現代，並成為連鎖快餐店集團的行政總裁，可是一直希望回到三國時代，三十年後（2042年）再遇颱風，年過六十的司馬信回到山上看見藍光，因心臟病發身亡，與《護花危情》的結局一樣悲劇收場，兩部皆由劉家豪所監督制作。觀眾認為本劇開首以喜劇形式推進劇情發展，難以接受最終的悲慘結局。後來，通訊局與無綫合共接獲九宗投訴指結局太悲慘，沒有大團圓結局，其中無綫接到六個電郵和一個電話投訴此事。

#### 桑柔穿越時空
最後一節，司馬信看見藍光後倒地身亡，桑柔（楊怡飾）此時在藍光出現，到達現代的時候，只能看到已逝世的司馬信。有觀眾不明瞭她何以三十年（2042年）才穿越時空而且容貌依然年輕。事實上，時空隧道跨越的年份并不是既定的，桑柔可能在司馬信離開不久後便通過了另一條時空隧道，但隧道出口較司馬信所穿越的那條晚了三十年。劇中曹大威博士也曾指必須待特定的時間、日子、情況才能穿越時空。另一可能性是，桑柔實際上並沒有穿越到現代，她的影像只是司馬信死前的想像或幻覺。
然而兩人在同年2月的《On Call 36小時》卻有情人終成眷屬，在翌年的《On Call 36小時II》兩人更以夫妻的角色演出；2015年初的《宦海奇官》兩人也能「大團圓結局」，與本劇形成強烈對比。

## 剧中词語
- 港男十八式

司馬信把現代古惑招數港男十八式掛在口邊甚至成為其計謀，港男十八式分別是：

裝假狗、搏大霧、起尾住、

執死雞、揼波鐘、揸流攤、

放飛機、爆陰毒、食住上、

屈尾十、蝕頭注、搲爛腳、

走精面、頂硬上、搲爛面、

側側膊、拋浪頭、扮死狗　

- 搜尋器「咕咕」

劇中的搜尋器「咕咕」即是搜尋器谷歌，但當諸葛亮詢問司馬信如何得知荊州有90萬人口時，司馬信解釋數據是來自搜尋器「咕咕」，而他之後解釋話「咕咕」是一隻信鴿。
- 國寶、俾人bak

司馬信於第2集詢問范根自己進食的是甚麼肉類，范根答是白罴肉（熊貓肉）。司馬信隨即說白罴（熊貓）是國寶，而殺死國寶會被國家槍斃的（俾人bak）。
- 吹水

於第23集司馬信以曹操軍密使的身份表示自己希望有機會與諸葛亮再次閑談，即吹水。
- 日本茶道

於第23集司馬信將桑柔的沏茶技術與日本的茶道高手相比，當時桑柔回答話自己並非茶道高手也不知什麼是日本，因為當時的日本仍被稱為「倭國」。
- 所羅門王的審判

司馬信於第4集向劉備提議用此方法決定將桑柔分給糜夫人或甘夫人。
- 方陣

黃月英在西域書籍當中見到西方馬其頓帝國軍隊用的陣式（見马其顿方阵），劉備軍曾用於博望坡之戰。
- 新野村

原本生活在新野的百姓跟從劉備到江夏後建成的村莊，諸葛亮把此村命名為新野村，以表示不忘故鄉新野。
- 喝斷長坂坡

在长坂坡之战當中，司馬雲信用物理學當中的共振原理，首先叫士兵們以整齊的步伐過橋，再叫張飛以雄亮的叫聲喝斷那道橋。
- 犀利人妻

司馬信在糜夫人死後向劉備提議封她為犀利人妻。
- 迪士尼樂園、主題公園

司馬信於4集提到的現代地方。
- BBQ、打邊爐

司馬信在劇中提到的食法。
- 整容

司馬信向桑柔提到的現代詞語。
- KAI仔

司馬信以此詞罵范根，意指他傻和蠢。
- 強霸三國

一款電子遊戲，司馬信在「強霸三國」中以「宇宙win神」的代號選用諸葛亮作攻擊手，戰無不勝。
- 青峰崖

司馬信穿越三国着陆之处。
- 白罴

三國時代對大熊貓的稱呼。
- 冀州香港

司馬信口中的形設故鄉。
- 腿治

司馬信仿效“火腿三明治”教桑柔用臘豬腿夹饅頭，以此為蜀军軍糧。
- 八刀法

冀州獨有的刻造玉塊的方法。在劇中，司馬信找工匠以此方法仿造另一塊桑柔祖母留給她的玉塊以解除其婚約。
- 死八婆

原為現代對女性的罵名，本劇中成了蔡夫人的代名詞。
- 炒鑊甘

當司馬信與范根談起雙方父親時，他解釋與其父炒鑊甘，並向范根解釋炒鑊甘是一起做飯的意思。
- Chok

司馬信以此形容諸葛亮的神態。
- 鋤大Dee

司馬信引入三國時代的現代紙牌遊戲。他以此建立孫權的自信心。
- 溏心風暴

司馬信以此劇去形容劉表家的爭產事件，當中的细契暗指蔡夫人。
- 我勁

司馬信把現代人的War-Game帶回三國時代，戲中玩家分成三隊，每隊各穿上不同顏色的衣服作識別，各人有十枝圓形箭頭和塗上顏料的箭，玩法是要互相對射去消滅對方，最後奪得帥旗。
- 互市

東漢時期辦理貿易事宜的地方，相當於現代的貿易辦事處。
- 衝擊政府總部

司馬信形容其家鄉香港的市民的行為。
- DNA

司馬信於第22集提到可用DNA驗證周瑜披風上屬於鄧松的血跡，但由於周瑜等古人不明白其中的原理，故被罵成一派胡言。
- SARS、流感

司馬信在劇中提到的詞語，相當於古代的瘟疫。
- 公主病

司馬信以此形容小喬的性格。
- 愛你不分早晚、You are always on my mind

「愛你不分早晚」是出自關正傑及黃露儀（現名黃鶯鶯）所唱的情歌《常在我心間》的一句歌詞。而"You are always on my mind"則是出自《常在我心間》的原曲 Willie Nelson（曾被貓王翻唱） 的《Always On My Mind》的一首歌詞。司馬信在三國時代經常唱此情歌，桑柔也因此情歌而愛上他，後來連六藝會館的琴師也會演奏。
- 三國盡歸司馬懿

於第23集，司馬信以曹操使者的身份和諸葛亮見面，期間他講出三國最後的結局，就是全被司馬懿所滅，司馬炎建晉朝統一三國，由於此事在當時還未發生，故司馬信話這是一個預言。
- Pattern

司馬信提到劉表家的爭產事件時，他指爭產事件的發展來來去去都是只有同一個模式（Pattern）。
- 孔明借東風

諸葛亮和黃月英在研究西域書籍時見到西方人對氣象的研究，後來在赤壁之戰依此而做的一場把戲，吹東風衹是自然現像。
- 金三角

司馬信回到現代後祇對妹妹司馬娟和曹大威博士講自己回到三國，對其他人一律話以為自己逃亡去了東南亞的金三角。
- 新港男十八式

司馬信返回現代後改為以新港男十八式作為其人生哲理甚至於其食店裡舉辦急口令比賽，新港男十八式分別是：

捱義氣、抵得諗、有交帶、

手腳快、摶到盡、唔錫身、

有口齒、無甩拖、就得人、

好相與、唔計較、有衣食、

益街坊、唔爭功、睇得開、

有吉士、好心地、一條心　

## 爭議的劇情
本劇在情節上有所爭議，例如： 
- 戰爭無戰馬

古代的戰爭是人和馬一起進行的，因此兵馬成了軍隊的代名詞，而在三國時代也出現了赤兔馬和的盧馬等名駒，但此劇的戰爭場面卻無戰馬，即使關羽和趙雲等將領也只能當步兵。另外，戰爭場面不夠宏大也為人所詬病。
- 三國有玉米

此劇曾出現司馬信拿著玉米當成米高風唱情歌給桑柔的情節，但玉米原產自美洲大陸，到明朝才傳入中國，所以，不應出現在三國時代。
- 未來成語

以下出現在劇裡的成語比出處時期還早，「勢如破竹」出自魏末西晉杜預滅吳時期，以及在第3集韓良在公元207年提到自己「鞠躬盡瘁」，反而應出現於諸葛亮北伐之際。
- 小喬品格

小喬雖為天姿國色，但為人知書識禮、嬌柔嫵媚，並非劇中小氣和有「公主病」。
- 阿拉伯數字與拉丁字母

司馬信把現代紙牌遊戲鋤大弟帶回三國時代，當中的紙牌照樣寫上阿拉伯數字和拉丁字母，但孫權和諸葛亮等古人也照樣看得懂。假若他們是因這個遊戲而學懂現代的數字，以他們的才智應會推廣到各種統計而不是只用來玩耍。
- 過時錢幣

此劇中出現的錢幣是戰國時期的布幣，但在漢朝早已改用圓形方孔的五銖錢。
- 時光隧道具有選擇性

在最後一集，司馬信在混亂中進入時光隧道回到香港。進入隧道之時司馬信有拉著桑柔的手試圖帶桑柔到現代但卻失敗了。而後來桑柔獨自穿越另一條時光隧道來到了現代。

## 外部連結
- 《回到三國》線上看 encoreTVB （页面存档备份，存于）

## 電視節目的變遷
| 香港無綫電視翡翠台、高清翡翠台 星期一至五 20:30-21:30 時段 | 香港無綫電視翡翠台、高清翡翠台 星期一至五 20:30-21:30 時段                                                                                                  | 香港無綫電視翡翠台、高清翡翠台 星期一至五 20:30-21:30 時段 |
| --- | --- | --- |
| | 回到三國 （第1-14集） （2012.07.09 - 2012.07.26） | |
| 衝呀！瘦薪兵團 （第1-19集） 星期一至五 （2012.06.11 - 2012.07.05） 衝呀！瘦薪兵團（大結局） （香港首播版第20集，原裝版第20-21集） 星期五 （2012.07.06）（20:30-22:30） | 護花危情（大結局） （香港首播版第19集，原裝版第19-20集） 星期五 （2012.07.27）（20:30-22:30） 回到三國 （第15-23集） 星期一至五 （2012.07.30 - 2012.08.09） | |
| 回到三國 （第1-14集） 星期一至五 （2012.07.09 - 2012.07.26） 護花危情（大結局） （香港首播版第19集，原裝版第19-20集） 星期五 （2012.07.27）（20:30-22:30）             | 回到三國 （第15-23集） （2012.07.30 - 2012.08.09） | 回到三國 （香港首播版第24集，原裝版第24-25集） 星期五 （2012.08.10）（20:30-22:30） 造王者 （第1-24集） 星期一至五 （2012.08.13 - 2012.09.13）（20:30-21:30） |
| 香港無綫電視翡翠台、高清翡翠台 星期五 20:30-22:30 時段 | | |
| 回到三國 （第15-23集） 星期一至五 （2012.07.30 - 2012.08.09）（20:30-21:30） 怒火街頭2 （第1-9集） 星期一至五 （2012.07.30 - 2012.08.09）（21:30-22:30）               | 回到三國 （香港首播版第24集，原裝版第24-25集） （2012.08.10）                                                                                               | 造王者 （第1-24集） 星期一至五 （2012.08.13 - 2012.09.13）（20:30-21:30） 怒火街頭2 （第10-19集） 星期一至五 （2012.08.13 - 2012.08.24）（21:30-22:30）       |

| 香港無綫電視翡翠台 中午劇集時段 · 10月3日至11月9日 星期一至五11:45-12:40 | 香港無綫電視翡翠台 中午劇集時段 · 10月3日至11月9日 星期一至五11:45-12:40 | 香港無綫電視翡翠台 中午劇集時段 · 10月3日至11月9日 星期一至五11:45-12:40 |
| ------------------------------------------------------------------------ | ------------------------------------------------------------------------ | ------------------------------------------------------------------------ |
|                                                                          | 回到三國 （2016.10.03 - 2016.11.09）                                     |                                                                          |
| 樓奴 （2016.09.01 - 2016.09.30）                                         | 缺宅男女 (2016.11.10 - 2016.12.21)                                       |                                                                          |

| 香港無綫電視翡翠台 深夜劇集時段 · 10月4日至11月10日 星期二至六（星期一至五深夜）03:35-04:30播出 | 香港無綫電視翡翠台 深夜劇集時段 · 10月4日至11月10日 星期二至六（星期一至五深夜）03:35-04:30播出 | 香港無綫電視翡翠台 深夜劇集時段 · 10月4日至11月10日 星期二至六（星期一至五深夜）03:35-04:30播出 |
| ----------------------------------------------------------------------------------------------- | ----------------------------------------------------------------------------------------------- | ----------------------------------------------------------------------------------------------- |
|                                                                                                 | 回到三國 （2016.10.04 - 2016.11.10）                                                            |                                                                                                 |
|                                                                                                 | 缺宅男女 (2016.11.10 - 2016.12.22)                                                              |                                                                                                 |

| 香港 無綫電視翡翠台 星期二至六（星期一至五深夜）00:00 - 00:55 · 7月25日（7月26日深夜）00:00 - 01:55（兩集連播） | 香港 無綫電視翡翠台 星期二至六（星期一至五深夜）00:00 - 00:55 · 7月25日（7月26日深夜）00:00 - 01:55（兩集連播） | 香港 無綫電視翡翠台 星期二至六（星期一至五深夜）00:00 - 00:55 · 7月25日（7月26日深夜）00:00 - 01:55（兩集連播） |
| --- | --- | --- |
| | 回到三國 （2024年6月25日－2024年7月25日） | |
| 笑看風雲 （2024年4月29日－2024年6月21日） （星期一至五：23:55 - 00:55）                                         | 全城起動迎奧運 （2024年7月26日（7月27日深夜）） （00:00 - 00:50） 2024巴黎奧運開幕典禮 （2024年7月26日（7月27日深夜）） （00:50 - 05:00） 2024巴黎奧運重點直擊 （2024年7月29日－8月2日、2024年8月5日－8月9日） （星期一至五：23:45 - 05:00） 隨時候命 （2024年08月12日－2024年9月20日） （星期一至五：23:55 - 00:55） | |

| 马来西亚 Astro On Demand劇集首映 20:30-21:15 時段 | 马来西亚 Astro On Demand劇集首映 20:30-21:15 時段 | 马来西亚 Astro On Demand劇集首映 20:30-21:15 時段 |
| ------------------------------------------------- | ------------------------------------------------- | ------------------------------------------------- |
|                                                   | 回到三國 （2012.07.09－2012.08.10）               |                                                   |
| 衝呀！瘦薪兵團 （2012.06.11－2012.07.06）         | 造王者 （2012.08.13－2012.09.15）                 |                                                   |

| TVBJ 20:30-21:30 時段                     | TVBJ 20:30-21:30 時段               | TVBJ 20:30-21:30 時段 |
| ----------------------------------------- | ----------------------------------- | --------------------- |
|                                           | 回到三國 （2012.07.09－2012.08.10） |                       |
| 衝呀！瘦薪兵團 （2012.06.11－2012.07.06） | 造王者 （2012.08.13－2012.09.15）   |                       |

| 美国 翡翠娛樂台 16:00-17:05 時段 (西岸時間) | 美国 翡翠娛樂台 16:00-17:05 時段 (西岸時間) | 美国 翡翠娛樂台 16:00-17:05 時段 (西岸時間) |
| ------------------------------------------- | ------------------------------------------- | ------------------------------------------- |
|                                             | 回到三國 （2012.07.09－2012.08.10）         |                                             |
| 衝呀！瘦薪兵團 （2012.06.11－2012.07.06）   | 造王者 （2012.08.13－2012.09.15）           |                                             |

| 星和娛家戲劇台 劇集首映 星期一至五 21:00—22:00 時段 | 星和娛家戲劇台 劇集首映 星期一至五 21:00—22:00 時段 | 星和娛家戲劇台 劇集首映 星期一至五 21:00—22:00 時段 |
| --------------------------------------------------- | --------------------------------------------------- | --------------------------------------------------- |
|                                                     | 回到三國 （2013.01.22 — 2013.02.25）                |                                                     |
| 心戰 （2012.12.11 — 2013.01.21）                    | 天梯 （2012.02.26 — 2012.04.01）                    |                                                     |

| TVBS歡樂台 星期一至五 20:00 - 21:00  | TVBS歡樂台 星期一至五 20:00 - 21:00   | TVBS歡樂台 星期一至五 20:00 - 21:00 |
| ------------------------------------ | ------------------------------------- | ----------------------------------- |
|                                      | 回到三國 （2013.07.17 - 2013.08.20)   |                                     |
| 法網狙擊 （2013.06.11 - 2013.07.16） | 衝上雲霄II （2013.08.21 - 2013.10.18) |                                     |

| 新时代电视 星期一至五 20:05—21:00 時段    | 新时代电视 星期一至五 20:05—21:00 時段 | 新时代电视 星期一至五 20:05—21:00 時段 |
| ----------------------------------------- | -------------------------------------- | -------------------------------------- |
|                                           | 回到三國 （2013.07.17 — 2013.08.20）   |                                        |
| 巴不得媽媽... （2013.06.17 — 2013.07.16） | 造王者 （2013.08.21－2013.09.27）      |                                        |

| ntv7 星期一至三 23:00—24:00          | ntv7 星期一至三 23:00—24:00                | ntv7 星期一至三 23:00—24:00 |
| ------------------------------------ | ------------------------------------------ | --------------------------- |
|                                      | 回到三國 （2014.08.06 — 2014.10.01）       |                             |
| 當旺爸爸 （2014.06.23 — 2014.08.05） | 老表，你好嘢！ （2014.10.06 — 2014.11.26） |                             |